# Hamburg (villa)
Hamburg es una villa ubicada en el condado de Erie en el estado estadounidense de Nueva York. En el año 2000 tenía una población de 10 116 habitantes y una densidad poblacional de 1 554,1 personas por km².

## Geografía
Hamburg se encuentra ubicada en las coordenadas 42°43′22″N 78°50′2″O / 42.72278, -78.83389.

## Demografía
Según la Oficina del Censo en 2000 los ingresos medios por hogar en la localidad eran de $51 239, y los ingresos medios por familia eran $63 180. Los hombres tenían unos ingresos medios de $43 395 frente a los $31 731 para las mujeres. La renta per cápita para la localidad era de $23 371. Alrededor del 3% de la población estaban por debajo del umbral de pobreza.